# Information Age
Information Age è il terzo album del duo hip hop statunitense dead prez, pubblicato nel 2012.
| Recensione | Giudizio |
| ---------- | -------- |
| AllMusic   | [ 1 ]    |
| Pitchfork  | [ 2 ]    |
| HipHopDX   | [ 3 ]    |

## Tracce
1. Upload (Begin Within) – 0:43
2. A New Beginning – 3:08
3. What If The Lights Go Out – 2:40
4. GHN: Global Hood News – 1:18
5. Dirty White Girl – 3:57
6. No Way As The Way – 3:53
7. Learning Growing Changing – 4:19
8. Time Travel (featuring TRX) – 4:39
9. Take Me To The Future (featuring Martin Luther) – 4:41
10. GHN: Elections & Crisis – 1:05
11. The Awakening (featuring Umar Bin Hassan) – 4:49
12. Download (Expand Beyond) – 6:50

Edizione deluxe
1. Upload (Begin Within) – 0:43
2. A New Beginning – 3:08
3. What If The Lights Go Out – 2:40
4. GHN: Global Hood News – 1:18
5. Dirty White Girl – 3:57
6. Intelligence Is Sexy – 3:44
7. No Way As The Way – 3:53
8. Learning Growing Changing – 4:19
9. Time Travel (featuring TRX) – 4:39
10. Take Me To The Future (featuring Martin Luther) – 4:41
11. GHN: Elections & Crisis – 1:05
12. The Awakening (featuring Umar Bin Hassan) – 4:49
13. Overstand – 6:00
14. GHN: Wigs & Sports – 0:55
15. Scar Strangled Banner – 3:42
16. Time Travel Re-Mix (featuring TRX, Bun B, Busta Rhymes & Black Thought) – 5:55
17. Politrikks – 3:27
18. Download (Expand Beyond) – 1:15